# 8393 Тецумасакамото
8393 Тецумасакамото (8393 Tetsumasakamoto) — астероїд головного поясу, відкритий 15 жовтня 1993 року.
Тіссеранів параметр щодо Юпітера — 3,579.
Названо на честь Тецуми Сакамото (яп. てつま・さかもと(坂元鉄馬) тецума сакамото).